# Licence de logiciel permissive
| Public Domain           | Non-Protective FOSS license | Protective FOSS License | Protective FOSS License | Proprietary License    | Trade Secret        |
| All rights relinquished | ← more rights granted       | ← more rights granted   | more rights retained →  | more rights retained → | All rights retained |

Les licences de logiciels dans le contexte du droit d'auteur: les licences permissives - deuxième à partir de la gauche, identifiées comme licences libres non protectrices (adapté de Mark Webbink).
Ce type de licence se caractérise par des exigences minimales sur la manière dont un logiciel peut être redistribué. La licence MIT, les licences BSD, la licence Apple Public Source et la licence Apache sont des exemples de licences logicielles permissives.

## Définitions
L'Open Source Initiative définit une licence logicielle permissive comme une « licence non-copyleft ».
D'après le site newmediarights.com, de la Faculté de Droit de l'Ouest de la Californie, ces licences libres sont décrites comme « extrêmement permissives, exigeant à peine plus que l'attribution de la paternité des portions de code sous licence à leurs développeurs originels, dans votre propre code et/ou dans la documentation ». Par exemple, la licence MIT « permet aux gens de faire ce qu'ils veulent avec votre code dès lors qu'ils prévoient en contrepartie de mentionner votre paternité et de ne pas vous tenir responsable ».

## Autres stipulations

### Copycenter
Copycenter (centre de copie) est un terme utilisé à l'origine pour expliquer la licence BSD modifiée, une licence de logiciel libre permissive. Le terme a été présenté par Kirk McKusick, un informaticien célèbre pour son travail sur BSD, lors d'un de ses discours à BSDCon 1999. C'est un Jeu de mots sur le copyright, copyleft et service de reprographie.

« The way it was characterized politically, you had copyright, which is what the big companies use to lock everything up; you had copyleft, which is free software's way of making sure they can't lock it up; and then Berkeley had what we called copycenter, which is take it down to the copy center and make as many copies as you want. »

— Kirk McKusick, BSDCon 1999
La liberté de « faire autant de copies que vous le souhaitez » est en fait également fournie par toutes les licences copyleft. Cependant, contrairement aux licences copyleft et au droit d'auteur, les licences de logiciel libre permissives ne posent pas de conditions régissant les œuvres dérivées.

## Comparaison avec le domaine public

CC0, renonciation au droit et licence sans droits de copie

Le jugement Computer Associates Int'l v. Altaï utilise le terme domaine public pour se référer à des œuvres largement partagées et distribuées dans le cadre d'une telle autorisation, plutôt que des travaux délibérément placés dans le domaine public. Cependant, les licences permissives n'équivalent pas à la libération d'un travail dans le domaine public.
Les licences libres permissives prévoient souvent quelques prérequis limités, tels que le fait de créditer les auteurs d'origine (attribution). Si un travail est vraiment dans le domaine public, ce n'est généralement pas requis par la loi, mais aux États-unis l'enregistrement des copyrights (copyright registration) requiert l'identification des œuvres qui ont déjà été publiées par le passé, et l'attribution à un auteur peut aussi être considérée comme une exigence éthique dans le milieu universitaire.

## Comparaison avec le copyleft
Une différence majeure entre l'ensemble des licences de logiciels libres permissives et celles qui sont copyleft est que, lorsque le logiciel est redistribué (modifié ou non), les licences permissives n'obligent pas le redistributeur à garder ouvert le code redistribué. Les licences copyleft (partage à l'identique) obligent à la publication du code source redistribué sous licence copyleft. D'aucuns soutiennent que les licences copyleft considèrent les tiers comme malfaisants et, par conséquent, contraignent les libertés fondamentales (la disponibilité du code source) tandis que les licences permissives considèrent les tiers comme bienfaisants, et permettent ainsi les bonnes actions et en espérant une contrepartie sous la forme de code source. Les licences permissives ne prévoient pas de garantie que les générations futures du logiciel restent gratuites et disponibles, contrairement aux licences qui prévoient des exigences de réciprocité / share-alike.
Le projet FreeBSD argue des avantages des licences permissives pour les entreprises et les cas d'usage commerciaux : les restrictions minimales sur le comportement futur ne sont pas des bombes à retardement juridiques, contrairement aux licences copyleft.
Aussi, les licences permissives ont souvent une excellente compatibilité, en comparaison avec les licences copyleft qui ne peuvent pas toujours être librement combinées et mélangées. Cependant, la plupart des logiciels sous licence GPLv2 permettent de mettre à niveau les termes de leur licence à des versions ultérieures de la licence GPL, permettant une compatibilité entre les licences GPL un peu meilleure. Par ailleurs, certaines licences copyleft ont des clauses d'exception qui permettent de les combiner avec les logiciels sous différentes licences ou versions de licence.

## Compatibilité des licences

Compatibilité des licences entre les licences libre et open source software (FOSS) les plus communes selon David A. Wheeler (2007): les flèches des vecteurs désignent une compatibilité unidirectionnelle, donc une meilleure compatibilité sur le côté gauche (licences permissives) que sur le côté droit (licences copyleft).

En général les licences permissives manifestent une bonne compatibilité avec la plupart des autres licences de logiciel dans la plupart des situations.
En raison de leur non-restriction la plupart des licences de logiciels permissives sont même compatibles avec les licences copyleft, qui sont incompatibles avec la plupart des autres licences. Les licences copyleft ne permettent pas l'ajout de clauses restrictives supplémentaires, ce qui serait souvent nécessaire dans un travail fait à partir de code copyleft et de code sous une autre licence. Seules quelques licences permissives anciennes ont des clauses qui obligent de créditer le titulaire du droit d'auteur dans les matériaux publicitaires, ce qui les rend incompatibles avec les licences copyleft, par exemple la licence BSD 4-clauses, la licence PHP et la licence OpenSSL. Les licences permissives populaires modernes comme la Licence MIT, la licence BSD 3-clauses et la Licence Zlib ne comportent pas de clauses de publicité et sont compatibles avec de nombreuses licences copyleft.
Certaines licences n'autorisent pas les œuvres dérivées à ajouter une restriction qui interdirait à un redistributeur d'ajouter plus de restrictions. Des exemples de telles licences incluent les licences CDDL et MsPL. Toutefois, ces restrictions rendent également la licence incompatible avec les licences de logiciel libre permissives.
Certaines licences sont permissives, mais ne sont pas considérées comme des licences de logiciel libre selon la définition de la Free Software Foundation.

## Réception et adoption
Bien que les licences permissives aient toujours constitué une part importante du paysage des logiciels libres et gratuits (FOSS), plusieurs auteurs ont noté, au cours des années 2010, une augmentation de la popularité des licences permissives par rapport aux licences copyleft.
Depuis 2015, la licence MIT, une licence permissive, est la licence la plus populaire dans le domaine des logiciels libres avant même la licence copyleft GPLv2 qui n'occupe désormais que la 2e place en termes de popularité,.